# Antiblemma bira
Antiblemma bira är en fjärilsart som beskrevs av Felder 1874. Antiblemma bira ingår i släktet Antiblemma och familjen nattflyn. Inga underarter finns listade i Catalogue of Life.